# Хамеродос
Хамеродос, или Розочка, или Розоцветочка (лат. Chamaerhodos), — род растений семейства Розовые (Rosaceae).

## Ботаническое описание
Двулетние или многолетние травы, или полукустарнички. Листья очерёдные, дважды-трижды сложные, рассечённые на узкие дольки; опушенные простыми волосками и стебельчатыми желёзками. Прилистники с плёнчатым основанием, сращённые с черешком.
Цветки небольшие, собраны в рыхлые, метельчатые или щитковидные соцветия, иногда одиночные. Гипантий обратно-конической (грушевидной), колокольчатой или почти цилиндрической формы. Чашечка остающаяся при плодах; наружных чашелистиков нет, внутренних чашелистиков 5. Лепестков 5, равные чашелистикам или длиннее их, белые, бледно-розовые или розовые, выемчатые. Тычинок 5, короткие, расположены перед лепестками на слабо выраженном диске, одетым по краю длинными, жёсткими волосками. Цветоложе узкое, иногда почти не выраженное. Плодолистиков 5-15; столбики базальные, тонкие, опадающие, рыльце головчатое. Семянки голые, заключены в гипантий.

## Виды
Род включает 7 видов:
- Chamaerhodos altaica (Laxm.) Bunge — Хамеродос алтайская
- Chamaerhodos canescens J.Krause
- Chamaerhodos corymbosa Murav.
- Chamaerhodos erecta (L.) Bunge typus — Хамеродос прямостоячая, или Хамеродос прямая
- Chamaerhodos grandiflora (Pall. ex Schult.) Bunge — Хамеродос крупноцветковая
- Chamaerhodos sabulosa Bunge — Хамеродос песчаная
- Chamaerhodos trifida Ledeb. — Хамеродос трёхнадрезанная